# Karl Rawer
Pour l’article homonyme, voir Rawer.
Karl Maria Alois Rawer, né le 19 avril 1913 à Neunkirchen (Sarre) et mort le 17 avril 2018 à March (Bade-Wurtemberg), est un physicien allemand, spécialiste de la propagation des ondes radio.
En 1946, il est nommé directeur scientifique du Service de prévision ionosphérique de la Marine nationale par le professeur Yves Rocard, fonction qu’il assume jusqu’en 1956. Il est l’auteur d’une expérience de la première charge scientifique d’une fusée Véronique lancée sous la direction d’Étienne Vassy à Hammaguir (Sahara) le 19 octobre 1954.

## Biographie
Durant la Seconde Guerre mondiale, Karl Rawer, alors élève de Jonathan Zenneck (premier spécialiste de l´ionosphère en Allemagne), avait inventé un code à l´aide duquel les forces allemandes pouvaient correctement réaliser leurs communications sur ondes courtes. Ce code tient compte de plusieurs parcours en zigzag entre l’ionosphère et la Terre et de la variation de l’activité solaire au cours du cycle solaire de onze ans. 
Après la fin de la guerre, en tant que scientifique de haut niveau au service de la France, Karl Rawer a œuvré au sein du tout nouveau Service de Prévision Ionosphérique de la Marine (SPIM). Il y a travaillé jusqu'en 1956.
Considérant le manque de stations ionosphériques en Afrique, le SPIM y créa plusieurs stations. La Marine installa aussi une station sur bateau près de l´Antarctique. L´équipe du SPIM fit un effort particulier en discutant sérieusement le fondement scientifique des règles de dépouillement des ionogrammes. Ce rapport fut une base sur laquelle s'appuya le comité spécial de l'Union radio-scientifique internationale (URSI) pour établir le jeu officiel des règles correspondantes qui sont encore en vigueur (voir « Livres publiés » : « Handbook... »).
Après 1956, Karl Rawer, revenu en Allemagne, poursuivit la coopération avec les services de lancement français durant plus d’une décennie, réalisant d´autres expériences scientifiques à Hammaguir et plus tard à Kourou en Guyane. Durant cette période, il est professeur associé à l´université de Paris (1958-1964).
Il est le concepteur de deux satellites de la République fédérale d'Allemagne : Aeros-1 (16 décembre 1972) et Aeros-2 (16 juillet 1974), destinés à l'étude de l’aéronomie des régions supérieures de l’atmosphère terrestre. Leurs résultats contribuent considérablement au projet « International Reference Ionosphere » , inauguré en commun par l’Union radio-scientifique internationale (URSI) et le Committee on Space Research (COSPAR). Ce projet fut dirigé pendant une vingtaine d´années par Karl Rawer, qui était aussi membre correspondant de l’Académie des sciences autrichienne et de l´Académie internationale d´astronautique (IAA).
Il meurt le 17 avril 2018, deux jours avant son 105e anniversaire.

## Publications
- Die Ionosphäre, 1952
- The Ionosphere, 1957
- Handbook of Ionogram Interpretation and Reduction (coauteur : W. R. Piggot), 1961, 1972, livre traduit en chinois, français, japonais et russe
- Radio Observations of the Ionosphere (Handbuch Physik 49/2, 1-546, 1967 ; (coauteur : Kurt Suchy)
- Modelling of Neutral and Ionized Atmospheres, (Handbuch Physik 49/7, p. 223-324, 1984
- Wave Propagation in the Ionosphere, 1993

## Ouvrage
- (de) Karl Rawer : « Meine Kinder umkreisen die Erde » (autobiographie), Herder, Fribourg-en-Brisgau, 159 p., 1986,   (ISBN 3-451-08226-8)

### Textes biographiques
- (en) Bodo W. Reinisch : « Karl Rawer´s life and the history of the IRI », Adv. Space Res. 34, 1845R, 2004
- (en) Dieter Bilitza : « 35 Years of International Ionosphere - Karl Rawer´s legacy », Adv. Radio Sci.2, 283, 2004